# Conștientizarea drepturilor și îndatoririlor
Conștientizarea drepturilor și obligațiilor face act de prezență atunci când persoanele (oamenii), în cadrul unui sistem juridic știu (conștientizează) care (le) sunt drepturile și îndatoririle, în conformitate cu standardele (normele) în vigoare. Punerea în aplicare a legii (a Dreptului) depinde în mare măsură de această conștientizare. Fără ea, este posibil ca regulile (normele) sa nu ajungă la a trece de la condiția de ”fraze scrise pe o hârtie” la condiția de ”elemente regulatoare ale conduitei”. Conștientizarea drepturilor și îndatoririlor, facilitează soluționarea conflictelor, evitarea ca multe cazuri sa ajungă la stadiul de litigii, faptul că una din părțile aflate în conflict își conștientizează atributele, face ca această parte să fie dispusă la concesii în fata pretențiilor celui ne-conștient. În acest fel se va consolida, treptat, noul mod de a conviețui în societate.
Julieta Lemaitre propune trei elemente necesare pentru conștientizarea drepturilor și îndatoririlor:
- Luarea la cunoștință (știrea, cunoașterea) a normelor. .
- Existența unei susținute (determinate, motivate) mișcări sociale pe timpul necesar implementării propriu-zise a normei.
- Agenții statale de supraveghere.

## A se vedea și:
- Constituția
- Principiul prezumției de nevinovăție